# Wateringbury
Wateringbury – wieś w Anglii, w hrabstwie Kent, w dystrykcie Tonbridge and Malling. Leży 8 km na zachód od miasta Maidstone i 48 km na południowy wschód od centrum Londynu. W 2001 miejscowość liczyła 2015 mieszkańców.